# Lionel Daudet
Pour les articles homonymes, voir Daudet.
Piolets d'or
Lionel Daudet, dit « Dod », est un alpiniste et aventurier français né le 4 février 1968 à Saumur. Connu pour ses ascensions solitaires et son éthique puriste (il a souvent abordé des parois en autonomie, complètement coupé du monde), il a aussi réalisé de nombreuses expéditions sur des montagnes reculées[Quoi ?].
Installé à L'Argentière-la-Bessée dans les Hautes-Alpes, il est également écrivain et guide de haute montagne.

## Biographie
Né de parents instituteurs, il se prend rapidement de passion pour l'escalade et l'alpinisme, qu'il découvre d'abord au travers de livres d'aventure. Des randonnées familiales lui permettent de côtoyer les cimes qui le fascinent. C'est par le biais du Club alpin français qu'il concrétise sa passion à 13 ans, grimpant notamment avec son jeune frère Damien. À cette époque, une conférence à Saumur de René Desmaison le marque durablement.
Une fois sa licence de physique achevée, il décide de pratiquer l'alpinisme à temps complet. À 23 ans, il est sélectionné en équipe Jeunes Alpinistes haut niveau FFME et en équipe haut niveau CAF-GHM. En 1994, après des ascensions déjà nombreuses, il part un an pour effectuer un tour du monde des sommets et parois perdus[Quoi ?]. En 1996, il récidive avec une « Odyssée verticale » d’un an et demi, qui le mène des parois du Groenland aux États-Unis et au Mexique. Depuis, sa liste de sommets lointains, d’ouvertures en ouvertures, de renoncements en tentatives, s’est allongée.
En 2002, il tente en solo une trilogie hivernale des grandes faces Nord alpines (Grandes Jorasses, Cervin, Eiger) par des directissimes. Gravement gelé, il est amputé de huit orteils.
Il repart en 2004 pour une aventure à domicile, « la skyline », un tour du massif des Écrins par le haut. Tentant de nouveau en 2005 la trilogie des directissimes, il fait demi-tour au bout de quelques jours. Ne voulant pas « faire le solo de trop », il renonce définitivement aux solos extrêmes.
En 2007, il réalise le tour des Hautes-Alpes, tour de chauffe avant son « Tour de la France, exactement », un projet consistant à suivre au plus près les frontières terrestres et littorales de l’Hexagone pendant quinze mois, durant lesquels il mêle de nombreuses activités non motorisées et fait d’innombrables rencontres.
Il se prend également de passion pour le Grand Sud qu'il explore à plusieurs reprises : les Kerguelen approchées avec le Marion-Dufresne, la Géorgie du Sud et l’Antarctique en voilier, skippé par la navigatrice Isabelle Autissier.
Ces dernières années[Quand ?], les expéditions mer-montagne – en particulier au Groenland – occupent une place privilégiée chez lui, soucieux des bouleversements climatiques qui touchent de plein fouet la haute montagne.

## Principales ascensions
- 1992 : ouverture d'Aux amis disparus au Cervin avec Patrick Gabarrou (ED)[9].
- 1993 : ouverture en solitaire et en hiver de Salut Ginette en face Nord de l'aiguille de la Vanoise. Première solitaire et hivernale de la directissime de la paroi N-O de l'Olan (voie Bouilloux-Wilmart sortie Cambon-Francou), ED. Première avec l'équipe Haut Niveau du CAF dans le massif du Pamir-Alaï, au Kirghistan, de Paradis artificiel (ABO). Première du Bon, la brute et le truand en face Sud du Fou, aiguilles de Chamonix. ABO (7a et A4) avec Philippe Batoux et Benoît Robert.
- 1994-1995 : tour du monde de sommets et parois extrêmement difficiles. 12 ascensions solitaires de haut niveau en 12 mois : 2 voies au mont Kenya (dont le Diamond Couloir en 2 h), la première solo et deuxième ascension de l’arête N-E du pic Savoia (Ruwenzori), la première solo de la face Est de Poï, deux premières solo et ouverture de Shantidas sur les dômes de Savandurga (Inde du Sud), ouverture au Zanskar de Offrandes de pierres et de Histoires d’amitiés avec Georges Jouzeau et Nicolas Vigneron, reprise de cette voie en solo intégral, puis ouvertures en Patagonie de Qui se souvient des hommes ? et de La femme de ma vie à l’aiguille de la S et deuxième ascension et première solo du Petit prince à l’aiguille St-Exupéry[10].
- 1996-1997 : Lionel Daudet entame son Odyssée Verticale, des grandes parois du Groenland à la Patagonie à travers les Amériques, pendant 16 mois d’errances verticales : ouverture au Suikarsuak (Groenland) de L’inespérée avec Benoît Robert (1 000 m, 7b, A4+, 13 jours en paroi). Big walls aux États-Unis avec son frère Damien Daudet : répétition de la peu classique Dragon Route (700 m, A3) au Black Canyon of Gunnison River (Colorado) en 4 jours ; troisième ascension du Streaked Wall à Zion (Utah), voie cotée A5 à l’origine. Il enchaîne avec une ascension, au Mexique, de la Girafe Route au Gran Trono Blanco (500 m A3+). Suit une année de tentatives diverses au Venezuela, Canada, en Patagonie[11]…
- 1998 : tentative d’ouverture au mont Combattant (Colombie-Britannique, Canada) avec Damien Daudet, Georges Jouzeaux et Jean-Michel Zweiacker. Plus de trois semaines d’approche dans des forêts inextricables et sur des glaciers interminables.
- 1999 : ouverture en 25 jours du Voyage des clochards célestes avec Sébastien Froissac, au Burkett Needle, Alaska. 7a+, A3+, 1 200 m. 41 jours en autonomie absolue.
- 2000 : première ascension en libre (dry-tooling) de Quartier Nord, dans la vallée de Freissinières (Hautes-Alpes), M10. Ouverture de Pasta religion au Puscanturpa Norte (Andes du Pérou), 7a+, 16 jours d’ascension dont 8 dans la paroi, avec François Lombard et Xavier Baudry.
- 2001 : Tentative au Kwangde (Himalaya) avec Sébastien Foissac et François Lombard. Ouverture dans le massif des Cerces de Ils ont tué Massoud, avec Philippe Pellet.
- 2002 : trilogie des directissimes. En janvier, il fait la première hivernale solo d’Eldorado, ED+, quatorze jours dans la face Nord des Grandes Jorasses ; liaison sans moyens mécaniques (ski de rando et vélo) de Chamonix à Zermatt ; en février, tentative pour répéter en solo Aux amis disparus dans la face Nord du Cervin. Il redescend après 9 jours de « combat », gravement gelé[12].
- 2004 : Lionel Daudet réalise son projet « Skyline », l’aventure à sa porte dans l’Oisans sauvage, environ 150 km d’arêtes parcourues en un peu moins de 2 mois, plus de 30 bivouacs. Avec Philippe Pellet.
- 2005 : ouverture en 9 jours de Dimension fractale en face Nord de Gramusat (vallée de Fressinières) avec Sébastien Foissac, Anthony Lamiche et Philippe Pellet. Il tente à nouveau la trilogie des directissimes, mais s'arrête après 3 jours dans l'Eiger.
- 2006 : ouverture en face Est des Grandes Jorasses de Little big men (en hommage à Damien Charignon et Jean-Christophe Lafaille), en 8 jours, avec Philippe Batoux. En novembre, il rejoint l'expédition TELROSS aux îles Kerguelen, avec Manu Cauchy, Sébastien Foissac, Philippe Pellet et Véronique Daudet. Il réalise plusieurs premières dont la Traversée de la lune, qui relie les sommets du Petit et du Grand Ross (30 heures d’ascension, ED+).
- 2007 : entre le 15 avril et le 15 juillet, réalisation de « L’arête haut alpine », tour du département des Hautes-Alpes en suivant sa limite géographique au plus près, sans moyen mécanique, avec Mathieu Cortial, Guillaume Christian, Frédéric Jullien. Ce projet influencera plusieurs projets, dont le tour de l'Isère qu'il effectuera en 2016[13]. Il part le 17 octobre pour une expédition mer-montagnes en Géorgie du Sud avec les marins Isabelle Autissier, Agnès Lapeyre, Tristan Guyon Le Bouffy et les alpinistes Philippe Batoux et Emmanuel Cauchy. Plusieurs premières, et une traversée de l'île dans sa plus grande longueur[14].
- 2009 : ouverture en 5 jours avec Philippe Batoux du Flocon de Koch dans la vallée de Fressinières, puis de Homéostasie verticale (Sommand, Haute-Savoie) avec Philippe Batoux et Ludovic Seifert. « Bike and climb trip » : 3 mois de vélo et de grimpe sur l'Altiplano (Bolivie, Chili, Argentine) avec sa femme Véronique.
- 2010 : « Nomansland project ». 2 mois et demi d'expédition mer-montagnes en Péninsule Antarctique et sur l’île Pierre Ier, avec Isabelle Autissier et deux autres marins. 6 premières de niveau ED, avec Mathieu Cortial et Patrick Wagnon. Selon le spécialiste de l'Antarctique Damien Gildea, « this third installment of his southern trilogy was arguably the most significant and successful climbing expedition to the Antarctic Peninsula in modern times[15]. »
- 2011 : ouverture en face NE de Frébouze (massif du Mont-Blanc) de N’oublie pas la St-Valentin avec Philippe Batoux et Pierre Dalbois, puis CC Ice Trip avec Philippe Batoux et Mathieu Cortial, cascades de glace en Norvège, jusqu’à 6+. Lionel Daudet part le 10 août 2011 du sommet du mont Blanc pour le « DODtour », un tour de la France métropolitaine sans aucun moyen motorisé, en suivant au plus près la frontière terrestre et le littoral. Ce tour de France s'est achevé le 15 novembre 2012 par une ascension en conditions hivernales du mont Blanc puis une descente en parapente[16].
- 2014 : cascades de glace en Norvège, jusqu’à 6+/7, avec Philippe Batoux et Mathieu Cortial. Soleil des Ecrins avec Mathieu Cortial : enchaînement circulaire de 14 faces sud dans le massif des Écrins, resté inachevé en raison d'une météo instable.
- 2015 : participe à la première étape (hivernale) de l’expédition mer-montagnes « Maewan », de la Bretagne Nord jusqu'en Islande, dans le but d’explorer des cascades de glace au-dessus de l’océan. Avec Erwan Lelann, Jeanne Gregoire, Guillaume Vallot et Aymeric Clouet.
- 2016 : Northern Ice en Islande, retour sur les cascades de glace repérées en 2015, avec Philippe Batoux, Yann Borgnet, Aymeric Clouet. « Big Walls Big Seas » : expédition mer-montagnes au Sud du Groenland de 3 mois, avec Isabelle Autissier, les grimpeurs Enzo Oddo et Siebe Vanhee. Répétition de War and Poetry au Suikarsuak, ouverture de 4 big walls.
- 2017 : « Trilogia Rabada-Navarro » au Naranjo de Bulnes, aux Mallos de Riglos et à Ordessa (Espagne), avec Alain Bruzy. Il voyage à vélo pour aller répéter les trois grandes ouvertures de la mythique cordée espagnole, à l'exception du Naranjo, gravi par sa voie normale en raison de la neige.
- 2018 : expédition mer-montagnes « North Way » avec Isabelle Autissier, sur l'île Jan Mayen (ascension avec Patrick Wagnon du volcan Beerenberg et possible première du tour du cratère), puis sur la côte Est du Groenland. Dans le Mythic Cirque, Lionel Daudet, Philippe Batoux et Patrick Wagnon ouvrent en 15 jours 3 dinosaures et 15 baleines sur la Father Tower, puis Décharge sauvage au pic Aurora.
- 2023 : cinquième expédition mer-montagnes avec Isabelle Autissier, dans l'Ouest et le Sud du Groenland. Répétition, avec des variantes, de la voie Dibonaland sur la Needle (île de Sermersoq) avec Morgan Périssé et Antonin Durecu.

## Œuvres et postérité

### Livres
- La Montagne intérieure, Éditions Grasset, 2004
- Versant océan : L'île du bout du monde (coécrit avec Isabelle Autissier), Éditions Grasset, mars 2008
- Le Tour de la France, exactement, Éditions Stock, 2014
- Très haute tension, Éditions Stock, 2018
- Le Montagnard. Dans les pas de Lionel Terray, Éditions Stock, 2023

### Films
- La Skyline, réalisation Team Les Collets, 2004
- L’Arête Haut Alpine, réalisation Team Les Collets, 2007
- Ecumeurs de Ciel, réalisation Yannick Michelat, 2007
- Horizon Vertical, réalisation Bruno Peyronnet, 2008
- Nomansland, co-réalisation avec la Cinémathèque d’Images de Montagne, 2010
- Le tour de la France, exactement, co-réalisation avec la Cinémathèque d’Images de Montagne, 2014
- Big walls big seas, co-réalisation avec la Cinémathèque d’Images de Montagne, 2016

### Distinctions
- 1993 : Piolet d'or collectif pour l'expédition au Pamir-Alaï. Nomination pour le Cristal FFME.
- 1995 : Borne IGN, élu Aventurier de l'année, catégorie Terre. Cristal FFME 1995. Huit d'or 1995 décerné par le Club alpin français. Nomination Piolet d’Or 1995 pour le tour du monde des sommets.
- 1996 : nomination au Piolet d’Or et au Cristal pour l'Inespérée au Groenland. Lauréat de la fondation Marcel-Bleustein-Blanchet pour la vocation.
- 2000 : Piolet d’Or 2000 et Cristal FFME pour l’expédition Alaska 99 à la Burkett Needle. Élu parmi « les 100 français qui feront les années 2000 »[17]. Nomination au Cristal FFME pour l'expédition au Pérou.
- 2002 : Cristal FFME pour Eldorado.
- 2003 : Nommé ambassadeur du Pays des Écrins.
- 2004 : Médaille d’or de la Jeunesse et des Sports.
- 2013 : Prix André de Saint-Sauveur remis par l’académie des Sports.

### Engagements environnementaux
Lionel Daudet a été garant international de Mountain Wilderness.
Il s'est également opposé à l'implantation de lignes très haute tension en Haute-Durance.

### Autres
Une salle d'escalade située à Pollionnay dans les monts du Lyonnais porte son nom.